# Чміль (село)
Чміль — село в Україні, у Ємільчинській селищній територіальній громаді Звягельського району Житомирської області. Чисельність населення становить 307 осіб (2001).

## Історія
Слобода до 1939 року.
У географічному словнику Королівства Польського про село сказано зовсім мало, а саме: Чміль, поселення, повіт Звягельський, волость Емільчинська, входить до Емільчинського ключа, власність Уварових, поселення шляхти.
В списку населених місць Волинської губернії записано, що  слобода Чміль  розташована на відстані 52 версти від повітового міста та 10 верст від волості. В слободі 80 дворів загальною кількістю мешканців 516 чоловік.
В радянські часи після проведення примусової колективізації в період 1932—1933 рр. в селі від голоду померло 7 чоловік. Це Бобер Анастазина, Дворецька Степаніна Петрівна, Дворецький Антон Антонович, Дворецький Франко, Дворецький Юзік, Котвицький Марцин, Островська Гелена.
Через деякий час  село накрила нова хвиля сталінського комуністичного терору. В період 1937—1939 рр. було репресовано 66 мешканців села, з яких 37 було розстріляно. Найбільше постраждали родини Адамовичів, Біньковських, Войноловичів, Главацьких, Головацьких, Дворецьких, Журавських, Куровських та Сейко.
У 1923—54 та 1965—71 роках — адміністративний центр колишньої Чмілівської сільської ради Ємільчинського району.